# B' Katīgoria 1957-1958
La B' Katīgoria 1957-1958 fu la 5ª edizione della B' Katīgoria; vide la vittoria finale dell'Orpheas Nicosia.

## Stagione

### Novità
Parteciparono al campionato due nuovi club: EN.A.O. e Amathus Limassol; l'Antaeus Limassol rinunciò, invece, ad iscriversi. Dato che non c'erano stato retrocessioni dalla A' Katīgoria e che l'Apollōn Limassol era stato promosso, il numero di club rimase fermo a nove.

### Formula
Le squadre partecipanti erano divisi in due gruppi, su base geografica. In ogni girone le squadre si incontravano in turni di andata e ritorno; erano assegnati due punti per la vittoria, uno per il pareggio e zero per la sconfitta. I due vincitori dei due gironi effettuavano un turno di play-off con gare di andata e ritorno; il vincitore veniva ammesso alla A' Katīgoria.
L'anno successivo il torneo non fu disputato; si riprese nella stagione 1959/1960.

## Girone 1
Squadre rappresentanti città appartenenti ai distretti di Laranca, Pafo e Limassol. Non è nota la classifica finale né le partite disputate, ma solo le squadre partecipanti e la vincitrice.

### Squadre partecipanti
| Club                 | Città    | Stadio             | Stagione precedente             |
| -------------------- | -------- | ------------------ | ------------------------------- |
| Alkī Larnaca         | Larnaca  | Vecchio Stadio GSZ | 2º nel Girone 1 di B' Katīgoria |
| Amathus Limassol     | Limassol | Stadio GSO         | Club di nuova istituzione       |
| APOP Paphou          | Pafo     | Stadio GSK         | 4º nel Girone 2 di B' Katīgoria |
| Panellinios Limassol | Limassol | Stadio GSO         | 3º nel Girone 2 di B' Katīgoria |

Vincitore: Panellinios Limassol

## Girone 2
Squadre rappresentanti città appartenenti ai distretti di Nicosia, Famagosta e Kyrenia. Non è nota la classifica finale né le partite disputate, ma solo le squadre partecipanti e la vincitrice.

### Squadre partecipanti
| Club               | Città     | Stadio             | Stagione precedente             |
| ------------------ | --------- | ------------------ | ------------------------------- |
| AYMA Nicosia       | Nicosia   | Vecchio Stadio GSP | 3º nel Girone 2 di B' Katīgoria |
| EN.A.O.            | Nicosia   | Vecchio Stadio GSP | Club di nuova istituzione       |
| Orpheas Nicosia    | Nicosia   | Vecchio Stadio GSP | 1º nel Girone 1 di B' Katīgoria |
| Othellos Famagosta | Famagosta | Stadio GSE         | 3º nel Girone 2 di B' Katīgoria |
| PAEEK Kerynias     | Kyrenia   | GS Praxandros      | 3º nel Girone 1 di B' Katīgoria |

Vincitore: Orpheas Nicosia

## Spareggio promozione
| Squadra 1       | Totale | Squadra 2            | Andata | Ritorno |
| --------------- | ------ | -------------------- | ------ | ------- |
| Orpheas Nicosia | 4 - 1  | Panellinios Limassol | 2 - 0  | 2 - 1   |

### Verdetti
- Orfeas Nicosia promosso in A' Katīgoria.